# Hotazel
Hotazel – miejscowość w Republice Południowej Afryki, w Prowincji Przylądkowej Północnej, w dystrykcie John Taolo Gaetsewe.
Istnienie miejscowości zależne jest od pobliskiej kopalni manganu. Hotazel leży 147 km na północ od Postmasburga i 46 km na północny zachód od Kurumanu. Swoją nazwę zawdzięcza farmie, na której zostało założone. Nazwa jest odniesieniem do temperatur i ogólnie skwarnego klimatu panującego na otaczającym obszarze. Hot as hell (pol. paraf. „gorąco jak diabli”) dało „Hotazel”.
Podczas spisu w 2011 roku obszar o powierzchni 20,08 km² zamieszkiwało 1756 osób. 59 procent populacji stanowili mężczyźni, 41 procent kobiety. Największą część społeczności stanowili Czarni Afrykanie: 61,77 %.
| Rasa             | %     |
| ---------------- | ----- |
| Czarni Afrykanie | 61,77 |
| Biali            | 22,62 |
| Koloredzi        | 14,59 |
| Azjaci i Hindusi | 0,85  |
| Inni             | 0,17  |

| Język      | Populacja | %     |
| ---------- | --------- | ----- |
| Setswana   | 808       | 48,79 |
| Afrikaans  | 627       | 37,86 |
| Angielski  | 83        | 5,01  |
| Sotho      | 46        | 2,78  |
| IsiXhosa   | 24        | 1,45  |
| IsiZulu    | 21        | 1,27  |
| Sepedi     | 15        | 0,91  |
| Xitsonga   | 8         | 0,48  |
| IsiNdebele | 8         | 0,48  |
| Tshivenda  | 6         | 0,36  |
| SiSwati    | 1         | 0,06  |
| Inne       | 9         | 0,55  |